# 金剛寺 (朝霞市)
金剛寺（こんごうじ）は、埼玉県朝霞市にある真言宗智山派の寺院。

## 歴史
天正・文禄年間（1573年 - 1596年）、高野勘兵衛の開基である。勘兵衛は戦国武将であったが、戦乱に苦しむ衆生を救済するために修験者となった。勘兵衛の死去時には、武将時代の元家来が数多く殉死したという。
江戸時代中期より寺子屋が開設されていた。その頃に造立された筆子塚が残されている。

## 交通アクセス
- 国際興業バス 朝50系統 積水住宅 停留所から徒歩5分
- 東武バス 朝02、志23系統 積水住宅 停留所から徒歩5分